# مهران سلیمانی
دکتر مهران سلیمانی روان‌شناس، گفتاردرمان‌گر، دانشیار دانشگاه و مدیر مرکز تخصصی درمان، آموزش و توانبخشی کودکان مبتلا به اختلال طیف اتیسم در ارومیه است. وی بنیان‌گذار مرکز پیشگامان امید و عضو هیئت علمی دانشگاه آذربایجان است.

Dr Mehran soleymani

او دارای مدرک دکتری در رشتهٔ روانشناسی و آموزش کودکان استثنایی بوده و سابقه‌ای طولانی در تشخیص، درمان و آموزش کودکان با نیازهای ویژه دارد.

## تحصیلات
- دکتری روانشناسی بالینی
- دکتری روانشناسی و آموزش کودکان استثنایی
- کارشناسی ارشد روانشناسی و آموزش کودکان استثنایی
- کارشناسی گفتاردرمانی

## سوابق حرفه‌ای
- دانشیار گروه روان‌شناسی و علوم تربیتی، دانشگاه آذربایجان
- مدیر مرکز پیشگامان امید ارومیه
- روان‌شناس و گفتاردرمان‌گر کودکان با نیازهای ویژه
- مشاور تخصصی اختلالات یادگیری، گفتار و زبان، و رشد

## حوزه تخصص
- روانشناسی کودکان استثنایی
- گفتاردرمانی
- توانبخشی شناختی
- آموزش و مشاوره والدین کودکان مبتلا به اوتیسم
- مداخلات شناختی و آموزشی کودکان با اختلالات رشدی

## فعالیت‌های پژوهشی
دکتر مهران سلیمانی به عنوان عضو هیئت علمی دانشگاه آذربایجان دارای سوابق پژوهشی متعددی در زمینهٔ روان‌شناسی رشد و آموزش کودکان با نیازهای ویژه است.  
مقالات و طرح‌های پژوهشی ایشان شامل موضوعاتی همچون:  
- تأثیر آموزش مهارت‌های ارتباطی به کودکان طیف اتیسم
- اثربخشی برنامه‌های درمانی چندوجهی در بهبود مهارت‌های شناختی
- راهنمایی پایان‌نامه‌های کارشناسی ارشد در حوزه‌های اختلالات رشدی، یادگیری و زبان

اطلاعات کامل در سامانه پژوهشی دانشگاه قابل مشاهده است.